# Taxameter
Et taxameter kan være enten et mekanisk eller et elektronisk apparat, som anvendes i f.eks. hyrevogne til at beregne turens pris.
Prisen er en kombination af både start- og kilometertakst. Derudover kan der være tillæg for f.eks. autostol eller medtagning af cykler.
Taxameteret startes ved turens start, dvs når der er kontakt med kunden eller til den tid vognen er bestilt til. Taxameteret stoppes ved destinationen.